# Strategie de investiții
În finanțe, o strategie de investiții reprezintă un set de reguli, principii și proceduri concepute pentru a ghida un investitor în construirea și gestionarea portofoliului de investiții. Obiectivele de rentabilitate variază de la o persoană la alta, iar diferențele în nivelul de cunoștințe, orizontul investițional și toleranța la risc determină tacticile și strategiile adecvate fiecărui investitor. Majoritatea strategiilor implică un echilibru între risc și randament, iar investitorii adoptă abordări diferite, în funcție de obiectivele lor financiare pe termen lung.
În științe economice, alegerea unei strategii de investiții este ghidată de principiul maximizării utilității. Mulți investitori își alocă portofoliul pentru a se proteja împotriva inflației, selectând active care își pot menține valoarea reală. De exemplu, în perioadele de inflație ridicată, creșterea ratelor dobânzii și scăderea consumului pot afecta negativ performanța acțiunilor, ceea ce face ca investițiile în active tangibile (precum imobiliare sau mărfuri) și obligațiuni indexate la inflație să devină alternative viabile.
Orizontul investițional joacă un rol esențial în definirea strategiei potrivite. Investițiile în acțiuni sunt, în general, recomandate pentru un orizont de timp de cel puțin 5 ani, din cauza volatilității pieței. Înainte de a aloca capital către active cu un grad mai mare de risc, se recomandă constituirea unui fond de siguranță echivalent cu cheltuielile pentru 6 până la 12 luni, păstrat într-un cont cu lichiditate imediată. În plus, este prudent ca cel puțin 10% din portofoliu să fie menținut în active lichide, pentru a acoperi cheltuieli neprevăzute și pentru a evita vânzarea investițiilor în momente nefavorabile ale pieței.
Pentru cei care nu au venituri active, un flux de numerar poate fi generat prin fonduri de acțiuni cu distribuire de dividende, obligațiuni corporative sau guvernamentale, fonduri de investiții imobiliare (REITs) și alte instrumente cu venit fix. Alegerea unui portofoliu diversificat, echilibrat între active cu randament ridicat și instrumente mai conservatoare, este esențială pentru maximizarea rentabilității ajustate la risc.

## Strategii

#### Fără strategie
Investitorii care nu adoptă o strategie sunt adesea denumiți oi (în engleză „sheep”), sugerând că urmează mulțimea fără o analiză proprie. Luarea deciziilor de investiție în mod aleatoriu, fără o metodologie clară, a fost comparată cu maimuțe legate la ochi aruncând săgeți (în engleză „blindfolded monkeys throwing darts”), o analogie care provine dintr-un test celebru asupra pieței financiare. Rezultatele acestui test au fost controversate, unii argumentând că, datorită eficienței pieței, strategiile aleatorii pot uneori egala performanța investitorilor activi.

#### Strategii active vs. pasive
Strategiile pasive, precum cumpărare și păstrare și investițiile pe indici (în engleză indexing), sunt utilizate frecvent pentru a minimiza costurile de tranzacționare și pentru a evita riscurile asociate încercărilor de sincronizare a pieței (market timing). Această abordare se bazează pe teoria pieței eficiente (efficient market hypothesis - EMH), conform căreia prețurile activelor reflectă deja toate informațiile disponibile, ceea ce face imposibilă obținerea unui avantaj competitiv pe termen lung fără un risc suplimentar.
În schimb, strategiile active, precum tranzacționarea pe bază de dinamică (în engleză momentum trading), încearcă să genereze randamente superioare indicilor de referință (benchmark indexes) prin identificarea și exploatarea ineficiențelor pieței. Investitorii activi cred că analiza tehnică și fundamentală le poate oferi un avantaj în selecția activelor. Totuși, aceste strategii sunt mai costisitoare și mai riscante, necesitând o execuție disciplinată.

#### Tranzacționarea pe bază de dinamică (Momentum trading)
Această strategie presupune selectarea investițiilor pe baza performanței recente. Studiile arată că acțiunile cu randamente ridicate în ultimele 3 până la 12 luni tind să continue să performeze mai bine pentru o perioadă determinată, comparativ cu acțiunile cu randamente mai scăzute.
Explicațiile pentru această tendință includ comportamentele investitorilor, precum efectul de turmă și întârzierea reacției pieței la informații noi. Fondurile instituționale implementează frecvent strategii de factor investing, incluzând factorul momentum în portofoliile lor. Cu toate acestea, costurile ridicate de tranzacționare și reversările bruște ale trendurilor pot diminua randamentul net al investitorilor individuali.

#### Strategia cumpărare și păstrare
Strategia cumpărare și păstrare (în engleză buy and hold) implică achiziționarea de acțiuni sau unități de fond și păstrarea acestora pe termen lung, indiferent de fluctuațiile pieței. Această abordare se bazează pe ipoteza că piețele financiare au o tendință de creștere pe termen lung, oferind randamente atractive în pofida perioadelor de volatilitate și corecție.
Această strategie este preferată de investitori precum Warren Buffett, care promovează investițiile în companii cu fundament solid și avantaje competitive durabile. Susținătorii cumpărare și păstrare consideră că încercările de a anticipa momentele optime de cumpărare și vânzare (market timing) sunt ineficiente și riscante pentru investitorii individuali.

#### Strategia long-short
Strategia long-short (lung-scurt) implică selecția unui univers de acțiuni și clasificarea acestora pe baza unui factor alpha combinat. Pe baza acestui clasament, se inițiază poziții long pe percentila superioară și poziții short pe percentila inferioară a acțiunilor, la fiecare perioadă de rebalansare.
Această strategie este utilizată frecvent de fonduri de investiții alternative (hedge funds) și de fonduri neutre față de piață (market-neutral funds), care urmăresc să genereze randamente pozitive indiferent de direcția pieței. Prin combinarea pozițiilor long (pe active subevaluate) și short (pe active supraevaluate), aceste strategii reduc expunerea la riscurile sistemice și oferă un randament ajustat la risc mai stabil.

#### Indexare
Indexarea este o strategie de investiții în care un investitor achiziționează o proporție mică din toate acțiunile incluse într-un indice bursier, precum S&P 500, FTSE All-World sau BET, fie direct, fie prin intermediul unui fond de indici, cum ar fi un fond mutual sau un fond tranzacționat la bursă (ETF). Aceasta poate fi o strategie pasivă, dacă investiția este menținută pe termen lung, replicând performanța pieței și minimizând costurile de tranzacționare, sau o strategie activă, dacă indicele este utilizat pentru ajustări rapide ale portofoliului.
Deși indexarea este în mod tradițional o strategie pasivă, anumite fonduri de hedging o folosesc pentru alocări tactice, în funcție de condițiile pieței.

#### Piețe dezvoltate vs. piețe emergente
Investitorii aleg frecvent piețele dezvoltate, percepute ca fiind mai stabile, mai lichide și mai reglementate decât piețele emergente. Investițiile internaționale implică expunere la fluctuațiile cursului de schimb, care pot influența randamentele.
Piețele dezvoltate oferă mai multă lichiditate, facilitând intrarea și ieșirea din poziții, în timp ce piețele emergente pot avea reglementări mai slabe și riscuri politice sau economice mai ridicate. Totuși, piețele emergente sunt atractive datorită potențialului ridicat de creștere economică, care ar putea conduce la aprecierea prețurilor acțiunilor.
Obligațiunile emise în monede locale pot oferi randamente superioare, însă expun investitorii la volatilitatea cursului de schimb și la un risc de lichiditate mai ridicat. Cea mai comună metodă de expunere globală este prin fonduri de investiții diversificate internațional.

#### Tranzacționarea pe perechi
Tranzacționarea pe perechi (în engleză pairs trading) este o strategie de arbitraj statistic care presupune identificarea a două acțiuni corelate și tranzacționarea diferențelor dintre ele, pe baza ipotezei că acestea vor reveni la media istorică (mean reversion).
Dacă una dintre acțiuni devine supraevaluată în raport cu cealaltă, investitorii deschid o poziție long pe cea subevaluată și short pe cea supraevaluată, anticipând reducerea decalajului. Pentru validare, investitorii folosesc indicatori statistici precum scorul Altman-Z, care măsoară probabilitatea ca diferența dintre acțiuni să revină la echilibru.

#### Investiții de valoare vs. investiții de creștere:
Investițiile de valoare (în engleză value investing) vizează companii subevaluate pe baza fundamentelor financiare, utilizând indicatori precum raportul preț/câștig (P/E - price-to-earnings ratio), raportul preț/valoare contabilă (P/B - price-to-book ratio) și fluxul de numerar liber (FCF - free cash flow).
Investițiile de creștere (în engleză growth investing) se concentrează pe companii cu expansiune accelerată, care reinvestesc profiturile pentru a-și crește veniturile viitoare.
În perioade de expansiune economică, acțiunile de creștere tind să aibă performanțe superioare, în timp ce în recesiuni sau piețe bear, acțiunile de valoare sunt adesea mai reziliente. O combinație a ambelor strategii poate fi optimă în funcție de ciclul economic.
Un value trap (în română capcană a valorii) apare atunci când o acțiune pare ieftină pe baza indicatorilor financiari, dar suferă de probleme structurale care îi limitează creșterea. De exemplu, un sector în declin, cum ar fi presa scrisă, poate avea un raport P/E scăzut, dar lipsa perspectivei de creștere face investiția riscantă.

#### Investiții în creșterea dividendelor
Această strategie implică investiția în acțiuni ale companiilor care plătesc dividende constante și în creștere. Există două abordări principale: acțiuni cu plăți mari de dividende, dar creștere mai lentă, și companii care își majorează constant dividendele, chiar dacă randamentul inițial e mai mic.
Acțiunile companiilor cu dividende regulate tind să fie mai puțin volatile. Reinvestirea dividendelor fie direct, fie printr-un mecanism DRIP (Dividend Reinvestment Plan), adică reinvestirea automată a dividendelor în achiziția de noi acțiuni, poate crește semnificativ randamentele pe termen lung datorită efectului compunerii. Companiile care își cresc dividendele timp de 25+ ani consecutivi sunt denumite „dividend aristocrats⁠(d)”.
Această strategie este populară printre investitorii care caută stabilitate și venituri pasive.

#### Media costului în dolari (DCA)[10]
Strategia mediei costului în dolari (DCA, din engleză dollar cost averaging) are scopul de a reduce riscul de a investi o sumă mare chiar înainte de o scădere a pieței. Aceasta presupune achiziționarea activelor financiare la intervale regulate, cu sume fixe, indiferent de fluctuațiile pieței. Astfel, investitorul obține un cost mediu de achiziție mai favorabil, ceea ce ajută la minimizarea impactului volatilitatea pe termen lung. De exemplu, dacă investești 100 RON lunar într-un ETF, indiferent de valoarea acestuia în fiecare lună, media prețului de achiziție va fi optimizată pe parcursul lunilor.

#### Investiția contrariană (Contrarian Investment)[11]
Strategia contrariană constă în achiziționarea acțiunilor unor companii solide într-o perioadă de declin economic, mizând pe o revenire pe termen lung. În perioade de criză sau recesiune, anumite acțiuni pot fi subevaluate, iar investitorii care adoptează o abordare contrariană speră că aceste acțiuni își vor recupera valoarea odată ce economia își revine.
O companie potrivită pentru această strategie trebuie să aibă un avantaj competitiv sustenabil, fie prin dominarea pieței, fie prin un brand puternic, sau prin acces exclusiv la resurse rare. Exemple de domenii care răspund acestor criterii includ asigurările, băuturile răcoritoare, încălțămintea, ciocolata, construcțiile de locuințe și mobilierul – sectoare fundamentale, cu o cerere constantă.
Selecția companiilor necesită o analiză atentă a unor factori-cheie, precum:
- Compania trebuie să activeze într-un sector cu potențial de creștere.
- Trebuie să aibă barieră solidă la intrare, protejându-se astfel de concurență.
- Veniturile companiei trebuie să fie în creștere continuă.
- Rentabilitatea capitalului investit (ROIC) trebuie să fie ridicată și constantă.
- Compania trebuie să aibă flexibilitatea de a ajusta prețurile în funcție de inflație.

#### Investiții în companii mici (Small-Cap Investing)
Istoric, companiile de dimensiuni medii (mid-cap) au obținut randamente superioare celor de mari dimensiuni, iar companiile mici (small-cap) au generat chiar performanțe și mai mari. Micro-cap-urile au înregistrat cele mai mari câștiguri pe piața bursieră.
Această strategie presupune achiziționarea de acțiuni ale companiilor cu capitalizare mică, deoarece acestea au potențial ridicat de creștere. Un exemplu notabil este Warren Buffett, care a început să investească în companii mici cu P/E scăzut și active semnificative comparativ cu capitalizarea lor bursieră, combinând această abordare cu strategia investițiilor de valoare. Investițiile în micro-companii au fost o alegere importantă datorită potențialului lor de creștere rapidă.

#### Microinvestiții (Micro-Investing)
Microinvestițiile reprezintă o strategie care face investițiile mai accesibile și mai abordabile, în special pentru cei care nu dispun de capital mare sau care sunt începători. Acestea permit investiții regulate în active financiare mici, cu sume modeste. De exemplu, multe platforme financiare din România permit investiții de doar 10-20 RON lunar, iar investitorii pot achiziționa acțiuni fracționate sau ETF-uri, sporind accesul larg la piețele financiare.

#### Pump and Dump
Strategia „Pump and Dump” este o schemă de manipulare a pieței în care prețul unei acțiuni este ridicat artificial prin promovare excesivă și informații înșelătoare, pentru ca inițiatorii schemei să vândă rapid la un preț ridicat. După vânzare, prețul scade brusc, iar ceilalți investitori rămân cu pierderi semnificative. Această practică este ilegală pe piețele reglementate și este adesea întâlnită la acțiuni cu lichiditate scăzută, precum „penny stocks⁠(d)”. Investitorii trebuie să fie atenți la aceste scheme de manipulare și să evite investițiile în acțiuni care au o volatilitate extremă fără o justificare clară.